# Amegilla quadrifasciata
Amegilla quadrifasciata ist eine Biene aus der Familie der Apidae. Manche deutsche Autoren zählen die Gattung Amegilla zu Anthophora und nennen diese Art folglich Anthophora quadrifasciata. International ist jedoch die Gattung Amegilla als eigene Gattung anerkannt (z. B.).

## Merkmale
Die Bienen haben eine Körperlänge von 12 bis 14 Millimeter (Weibchen) bzw. 12 bis 15 Millimeter (Männchen). Die Weibchen sind dorsal am Thorax rotbraun behaart, die Tergite sind schwarz behaart. Das Gesicht hat eine weißliche Zeichnung. Das erste bis vierte Tergit trägt weiße Binden am Hinterrand. Die Schienenbürste (Scopa) ist weiß, an der Vorderkante jedoch schwarz. Das Fersenglied (Metatarsus) an den Hinterbeinen ist schwarz behaart. Das dritte Fühlerglied ist ungefähr so lang wie die darauf folgenden drei Glieder zusammen. Den Krallengliedern fehlt der Pulvillus. Die Männchen ähneln den Weibchen. Am siebten Tergit haben sie am Ende zwei Zähnchen, das Fersenglied der Hinterbeine ist schwarz behaart.

## Vorkommen und Lebensweise
Die Art ist in Süd-, Mittel- und Osteuropa verbreitet. Sie war früher auch vereinzelt in Deutschland verbreitet, es gibt aktuell einen Beleg aus Deutschland (1996, Baden-Württemberg). Allerdings handelt es sich um einen Einzelfund, eine Bodenständigkeit konnte nicht nachgewiesen werden. Historische Meldungen aus Österreich und der Schweiz.
Sie fliegt von Ende Juni bis Anfang September. Die Weibchen legen ihre Nester im Boden an. Pollen wird von verschiedenen Pflanzenfamilien gesammelt. Kuckucksbiene der Art ist Thyreus histrionicus.